# Američki grafiti
Američki grafiti (eng. American Graffiti) američka je komedija iz 1973. koju je režirao i napisao George Lucas. Glavne uloge tumače Richard Dreyfuss, Ron Howard, Paul Le Mat, Charlie Martin Smith, Candy Clark i Mackenzie Phillips. Smješten u Modesto u Kaliforniji 1962. godine, film prati događaje nekolicine tinejdžera iz tzv. baby boomer generacije, kao i njihove popularne trendove poput vožnje automobilima i rock and rolla. Radnja se odigrava u sklopu jedne večeri.
Lucas je priču osmislio još dok je živio u Modestu kao mladić 1960-ih. Uspio je pronaći financije i distributera u Universal Picturesu nakon što su brojni filmski studiji odbili njegov koncept. Većina filmskih lokacija bila je u gradiću Petaluma.
Tijekom svoje premijere, Američki grafiti doživio je hvalospjeve kritike i zaradio preko 115 milijuna dolara u američkim kinima, što ga čini jednim od najkomercijalnijih filmova 1970-ih. Kongresna knjižnica proglasila je film "kulturološki, povijesno ili estetski značajnim" te ga uključila u Državni filmski registar. Godine 1998. Američki filmski institut (AFI) stavio je film na 77. mjesto na svom popisu 100 godina AFI... 100 filmova i na 43. mjesto na popisu 100 godina AFI... 100 smijeha.
Godine 1979. snimljen je nastavak pod nazivom More American Graffiti.

## Glavne uloge
- Richard Dreyfuss – Curt Henderson
- Ron Howard – Steve Bolander
- Paul Le Mat – John Milner
- Charles Martin Smith – Terry "The Toad" Fields
- Cindy Williams – Laurie Henderson
- Candy Clark – Debbie Dunham
- Mackenzie Phillips – Carol Morrison
- Wolfman Jack – sam
- Bo Hopkins – Joe Young
- Manuel Padilla, ml. – Carlos
- Beau Gentry – Mravi
- Harrison Ford – Bob Falfa

## Nagrade
Američki grafiti nominiran je za pet Oscara: najbolji film, redatelj, originalni scenarij (Lucas, Willars i Katz), sporedna glumica (Candy Clark) i montaža.
Nagrađen je Zlatnim globusom za najbolji film – komedija ili mjuzikl, a nominiran je i za najboljeg redatelja i glumca u komediji ili mjuziklu (Richard Dreyfuss).

## Vanjske poveznice
- (engl.) Američki grafiti na lucasfilm.com
- (engl.) Američki grafiti u internetskoj bazi filmova IMDb-a
- (engl.) Američki grafiti na Rotten Tomatoes